# Kjell Nilsson (Radsportler)
Rolf Kjell Rickard Nilsson (* 4. April 1962 in Örebro, Schweden) ist ein ehemaliger schwedischer Radrennfahrer.
Nilsson war im Straßenradsport aktiv. 1984 war sein erfolgreichstes Jahr als Amateur. Er gewann die schwedische Nationalmeisterschaft in der Elite-Klasse, im Einzel- und Mannschaftszeitfahren. Er startete für den Verein Örebrocyklisterna. In diesem Jahr wurde er 30. bei den Olympischen Sommerspielen in Los Angeles. 1985 fuhr er die Internationale Friedensfahrt und kam auf den 39. Rang der Gesamtwertung. Im Amateurrennen der UCI-Straßen-Weltmeisterschaften wurde er 17. und damit bester Fahrer aus Schweden.
Nilsson war drei Jahre (1986–1988) Profi in der italienischen Radsportmannschaft Ariostea–Gres, war dort aber nicht erfolgreich.